# Albert Londres
Albert Londres (Vichy, 1 de novembre de 1884 - Golf d'Aden, 16 de maig de 1932) va ser un escriptor i periodista francès. Va ser un dels fundadors del periodisme de recerca, crític dels abusos del colonialisme i les presons de treballs forçats. Albert Londres va donar el seu nom a un premi del periodisme francès.
Va morir el 16 de maig de 1932 en l'incendi del paquebot francès Georges Philippar al Golf d'Aden, juntament amb altres 53 persones.

## Càtedra Albert Londres
El 29 de novembre de 2012, l'Escola de Comunicació Social de la Universitat del Valle (Cali, Colòmbia), dona inici a la Càtedra de Reportatge “Albert Londres”, que busca promoure la formació, debat i reflexió permanent d'estudiants i professors del Programa Acadèmic de Comunicació Social i d'àrees afins com les arts i humanitats, en la qual es puguin abordar temàtiques en aquest camp específic del saber com a part inherent a la llibertat d'expressió i al dret a la informació.

## Obres
Poesia
- Suivant les heures, 1904
- L'Âme qui vibre, 1908
- Le poème effréné incluye Lointaine y La marche à l'étoile", 191

Reportatges i Recerques periodístiques
- Au bagne (1923)
- Dante n'avait rien vu (1924)
- Chez les fous (1925)
- La Chine en folie (1925)
- Le Chemin de Buenos Aires (1927)
- Marseille, porte du sud (1927)
- Figures de nomades (1928)
- L'Homme qui s'évada (1928)
- Terre d'ébène (1929)
- Le Juif errant est arrivé (1930)
- Pêcheurs de perles (1931)
- Les Comitadjis ou le terrorisme dans les Balkans (1932)
- Histoires des grands chemins (1932)
- Mourir pour Shanghai (1984, textos sobre la Segunda Guerra Sino-Japonesa el 1932)
- Si je t'oublie, Constantinople (1985, textos sobre la guerra en los Dardanelos el 1915-17)
- En Bulgarie (1989)
- D'Annunzio, conquérant de Fiume (1990)
- Dans la Russie des soviets (1996)
- Les forçats de la route / Tour de France, tour de souffrance (1996)
- Contre le bourrage de crâne (1997)
- Visions orientales (2002, textos sobre Japón y China de 1922)